# Гранзе
Гранзе (нем. Gransee) — город в Германии, в земле Бранденбург.
Входит в состав района Верхний Хафель. Подчиняется управлению Гранзее унд Гемайнден. Население составляет 6.094 человек (2009). Занимает площадь 93,14 км². Официальный код — 12 0 65 100.
Город подразделяется на 6 городских районов.
В административном районе города находится дворец Мезеберг.
| Год  | Население |
| ---- | --------- |
| 1990 | 7 488     |
| 1995 | 6 998     |
| 2000 | 6 866     |
| 2005 | 6 405     |
| 2010 | 5 974     |
| 2015 | 5 814     |
| 2020 | 5 849     |

## Фотографии

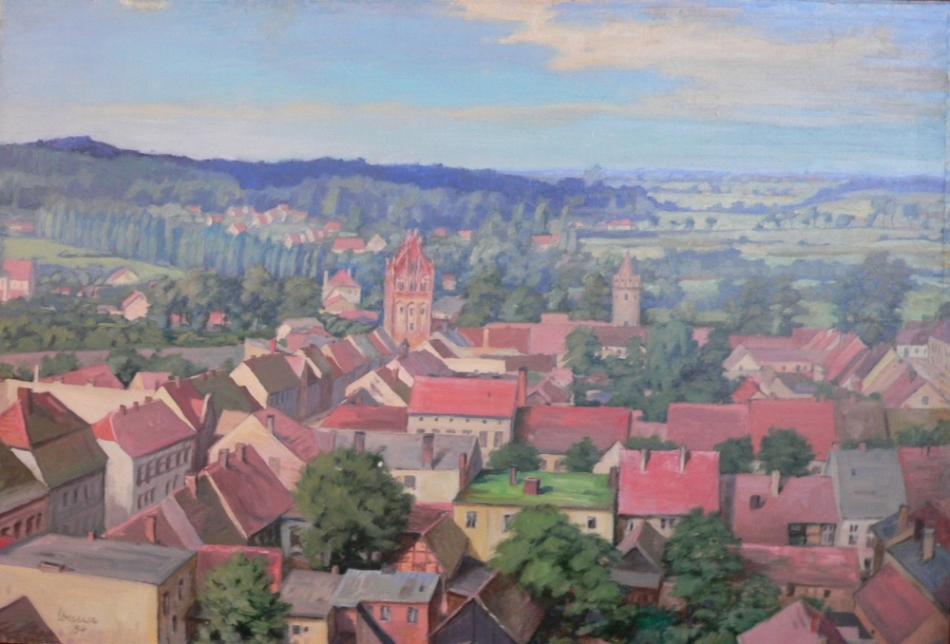
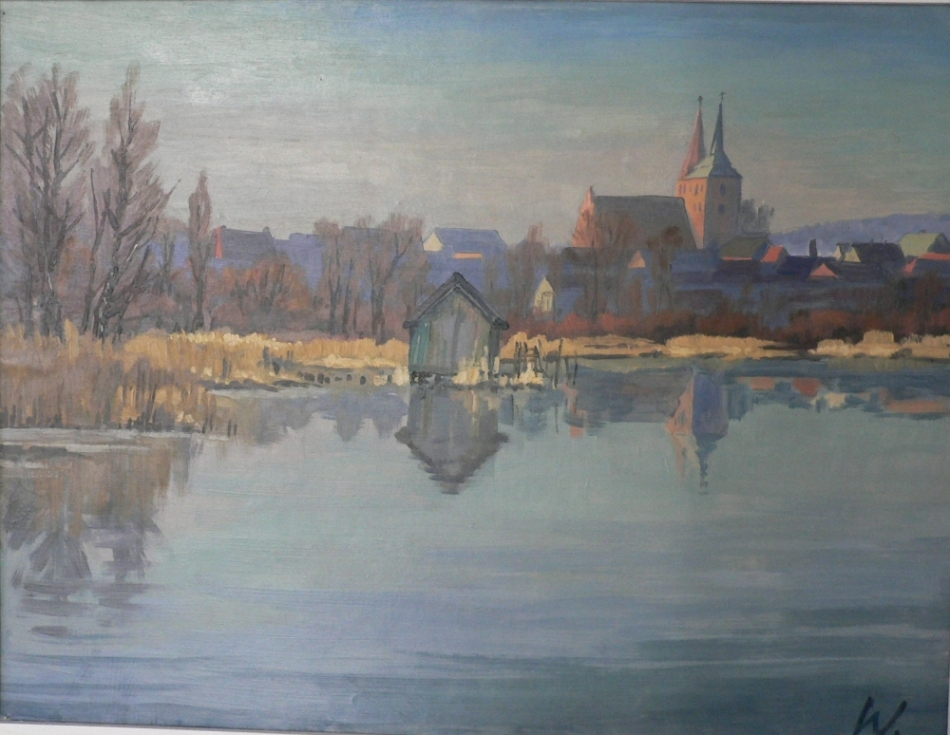
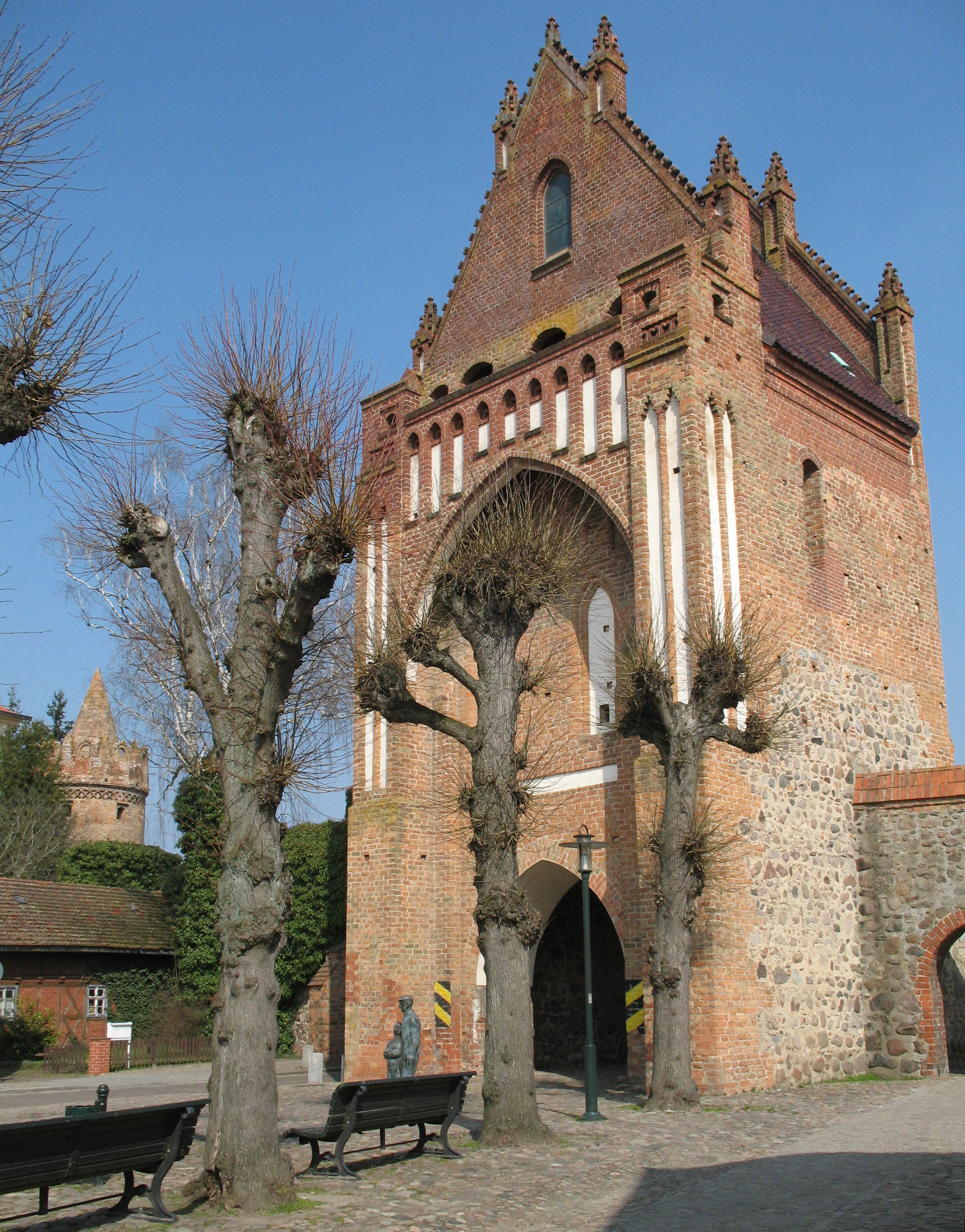
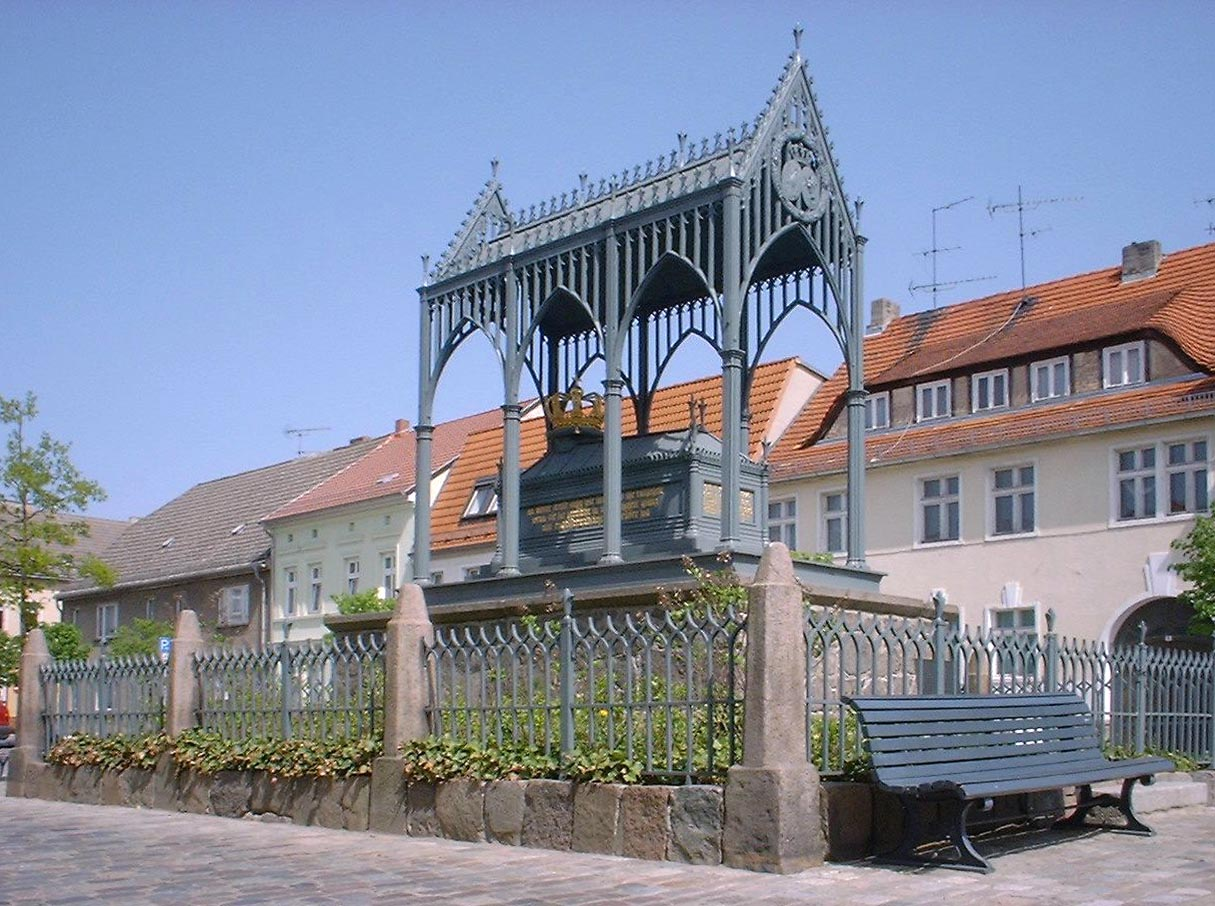
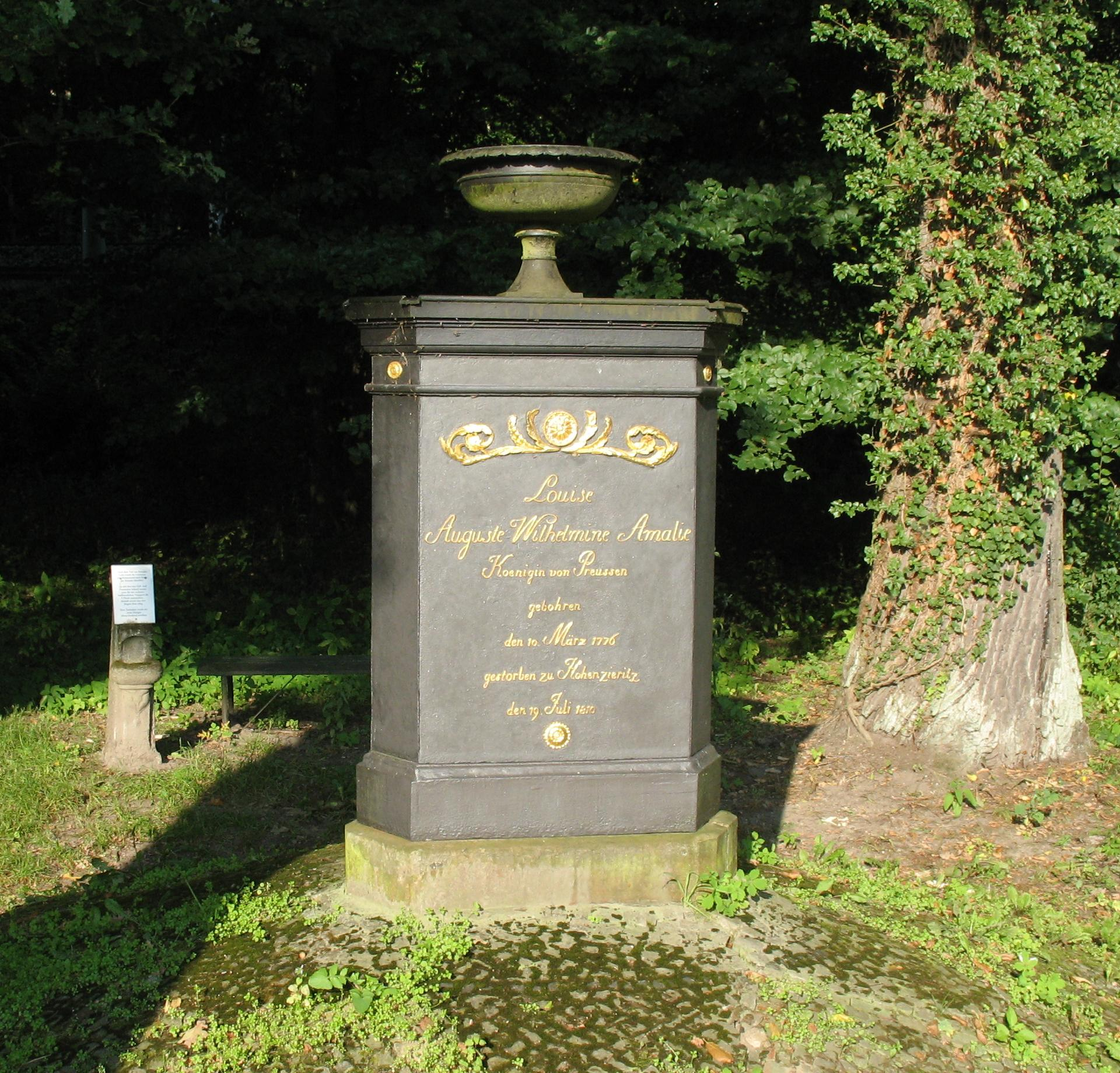
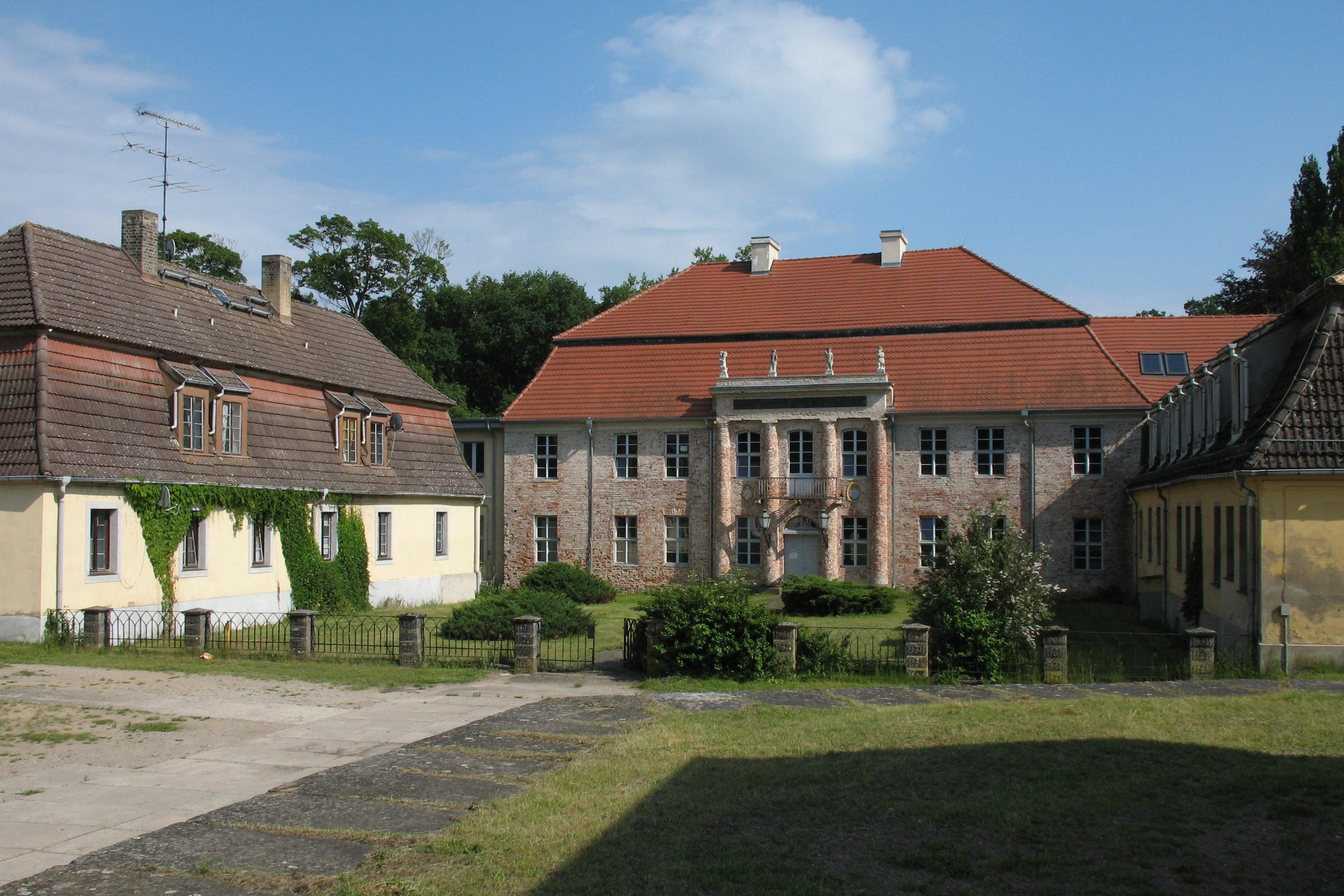
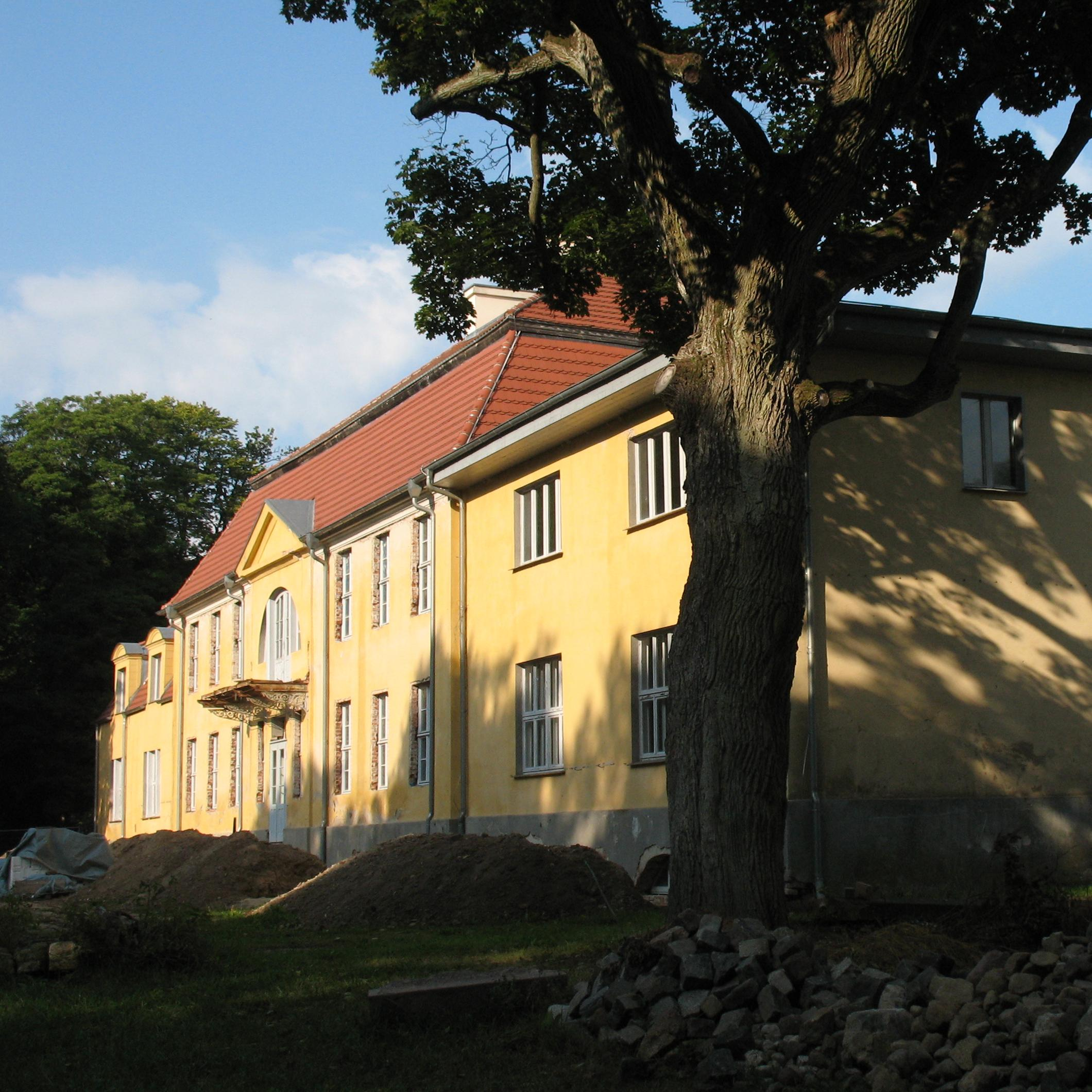
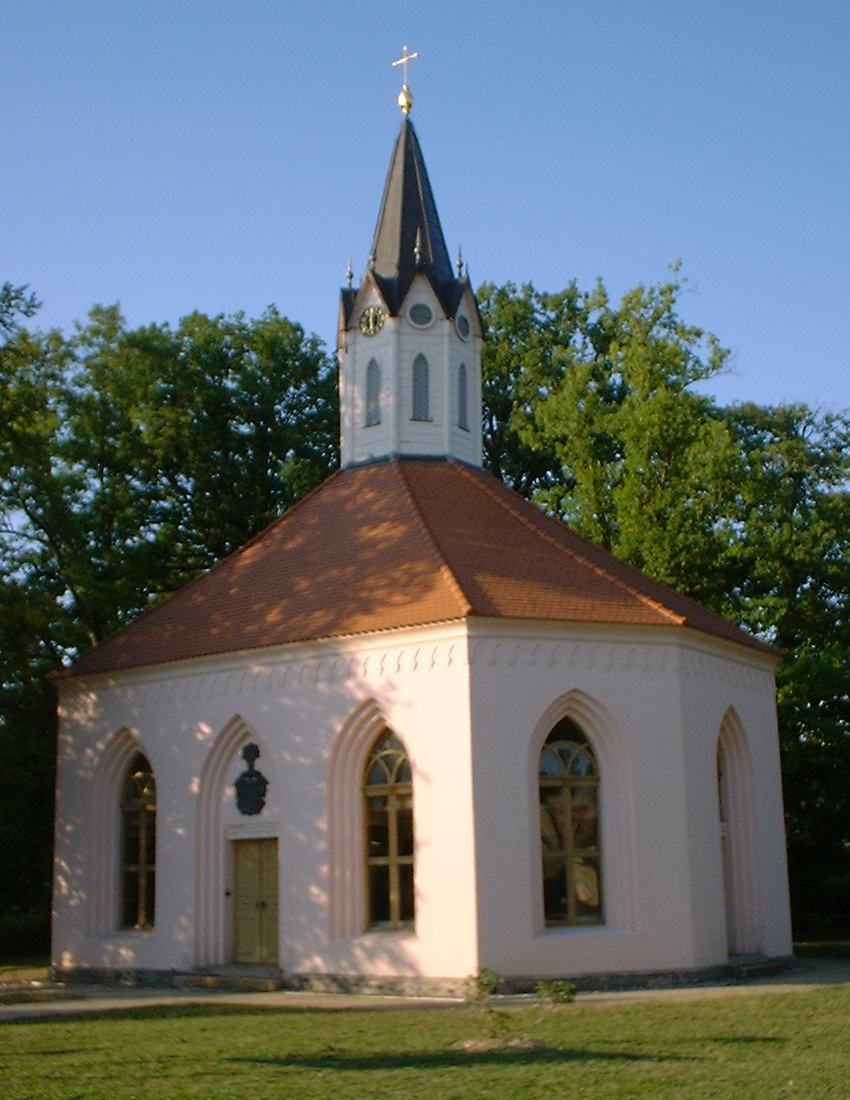
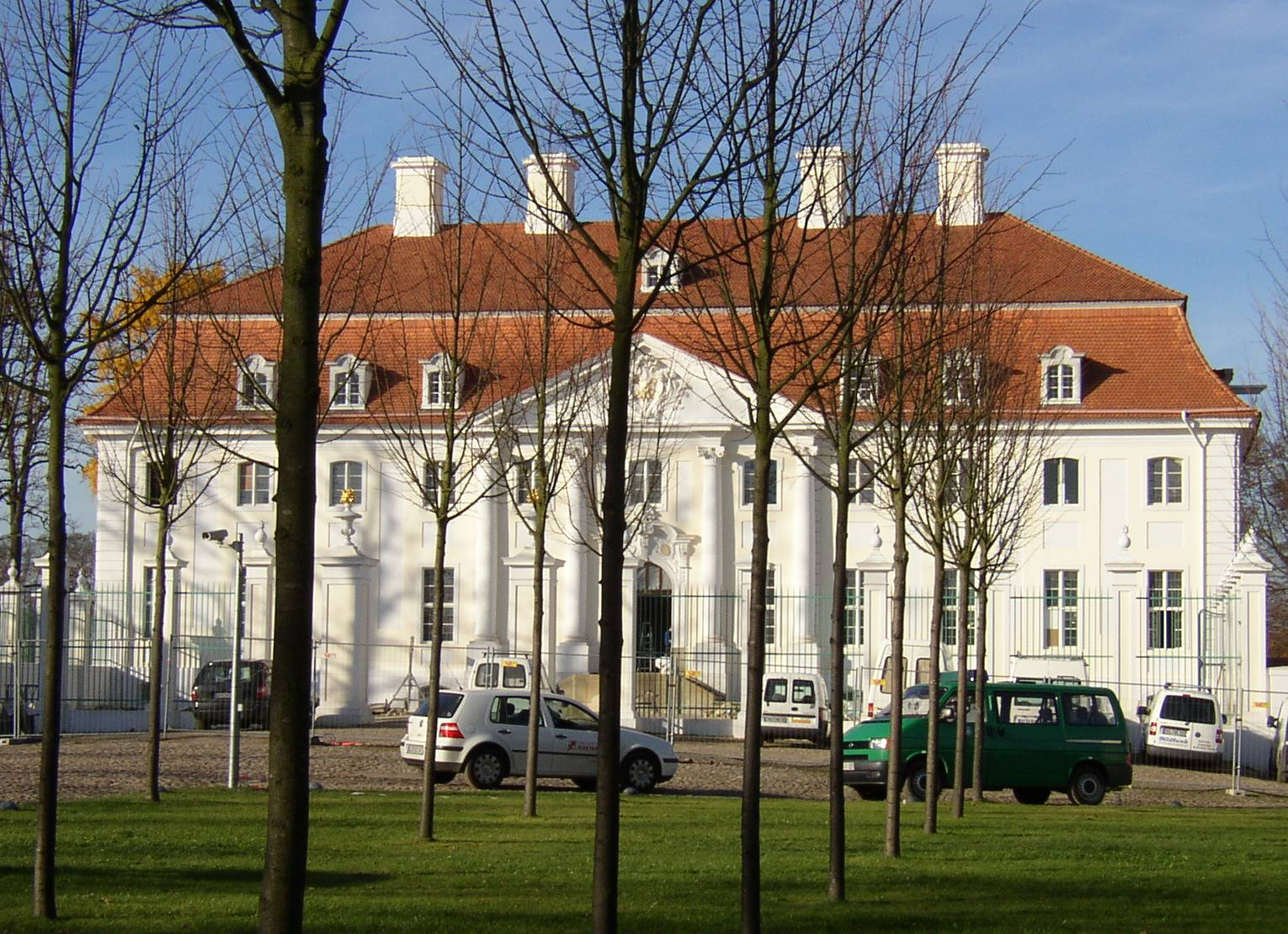
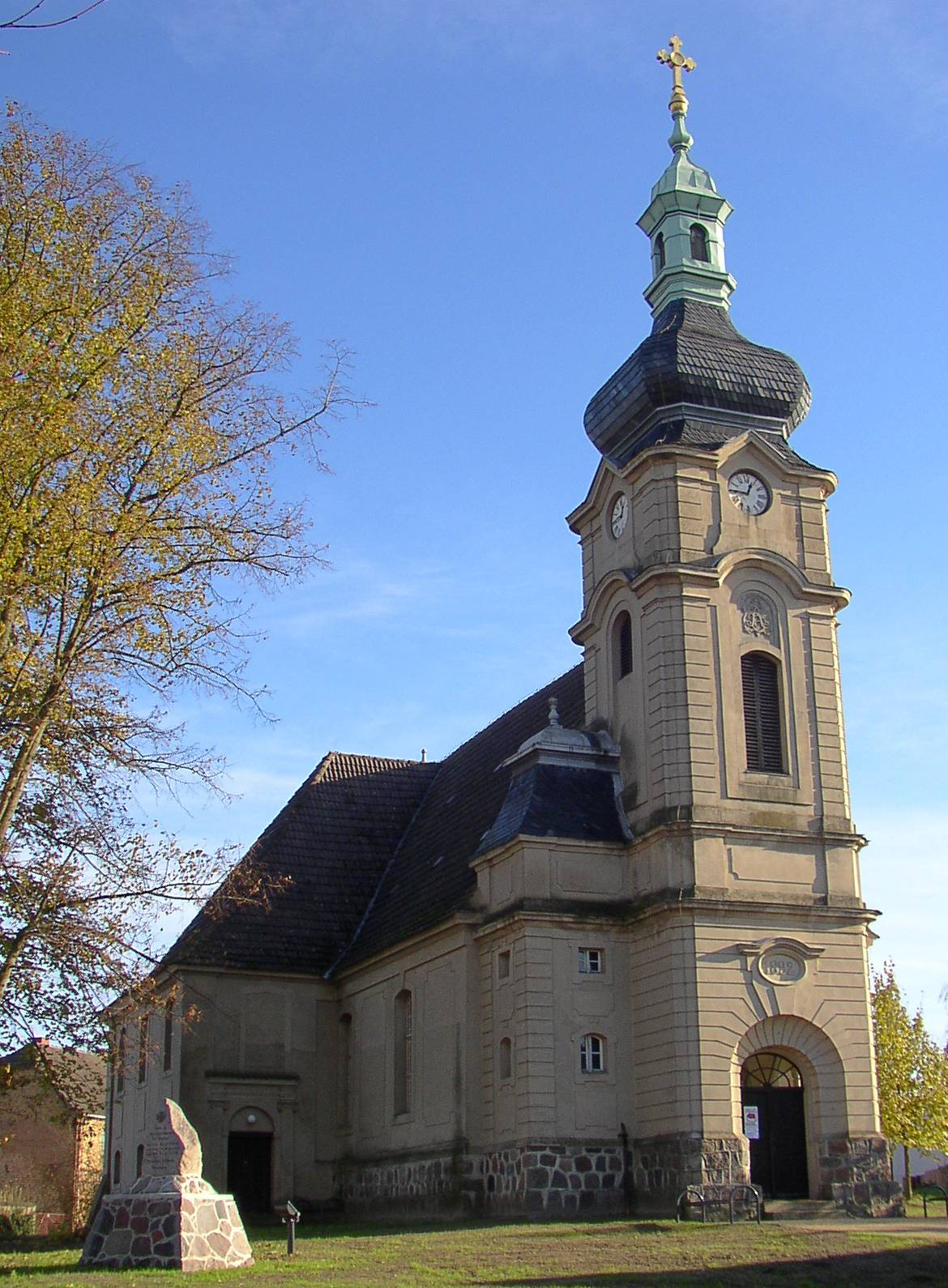
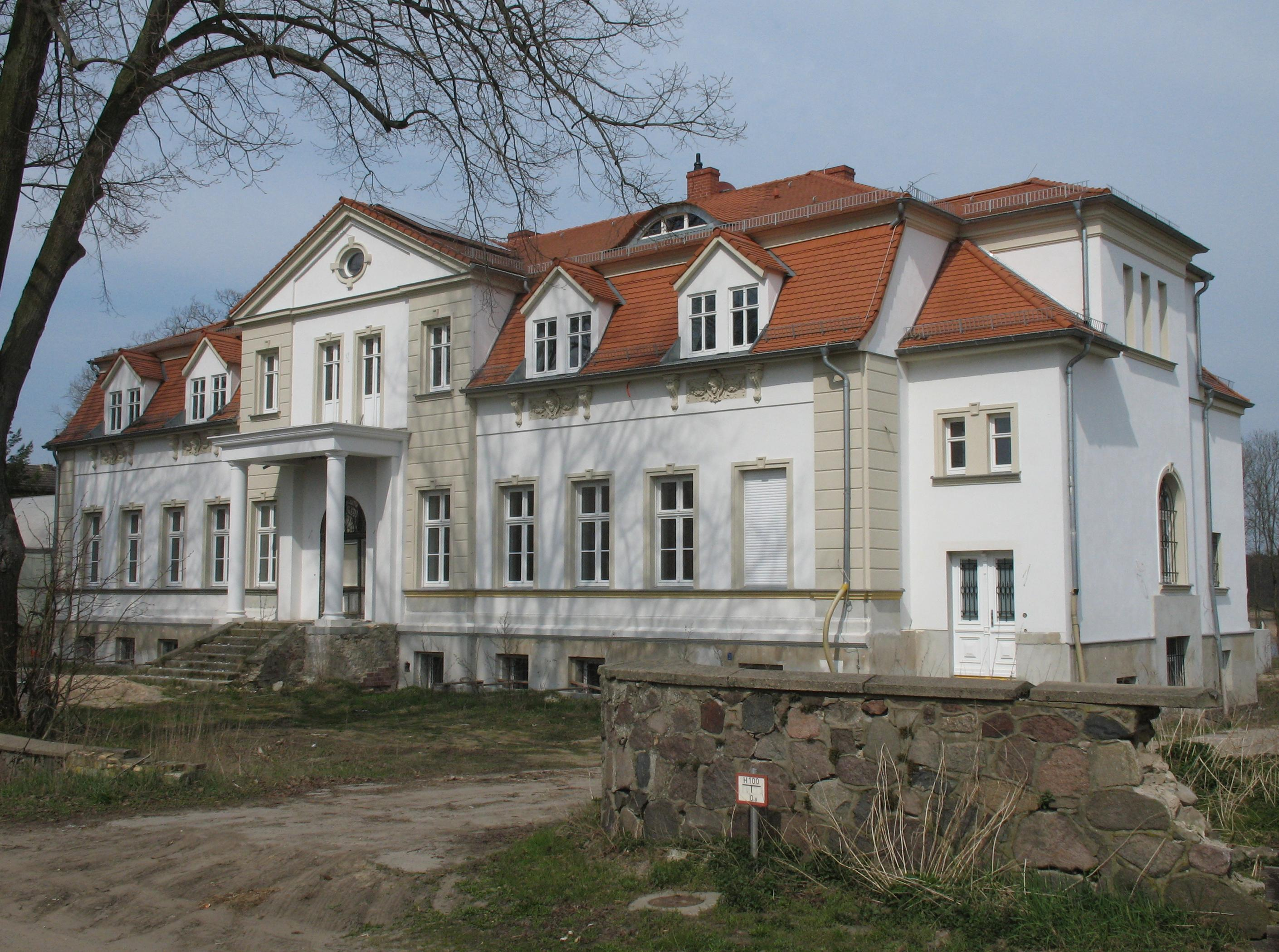